# 石田町 (瀬戸市)
石田町（いしだちょう）は、愛知県瀬戸市山口連区の町名。丁番を持たない単独町名である。

## 地理
- 瀬戸市南部に位置する[8]。西部を弁天町・東米泉町、北部を白山町・今林町・大坂町、東部を池田町、南部を南山口町と隣接している[8]。
- 条里制の遺構を残す水田地帯であったが、鉄道や県道の建設が行われ、急速に都市化が進んだ[8]。

### 河川
- 矢田川（山口川）[8] ： 町の南端、南山口町との町境を西流している。
- 今林川（矢田川支流） ： 町の東端、池田町との町境を南流している。
- 米泉川（矢田川支流）[8] ： 町の西端、東米泉町との町境を南流し、町の南西端で矢田川に注ぎ込んでいる。

- 今林川（石田町・池田町境）
- 米泉川（石田町・東米泉町境）
- 矢田川と米泉川の合流点[注釈 1]

### 学区
市立小・中学校に通う場合、学区は以下の通りとなる。また、公立高等学校に通う場合の学区は以下の通りとなる。
| 番・番地等 | 小学校               | 中学校             | 高等学校 |
| ---------- | -------------------- | ------------------ | -------- |
| 全域       | 瀬戸市立幡山東小学校 | 瀬戸市立幡山中学校 | 尾張学区 |

## 歴史

### 町名の由来
寛文年間（1661〜1673）に今林城主の子孫である大津八郎右衛門が守護神として天神様を祀った大きな森があったという。天和や天明の大洪水等で一帯の田畑はもちろん、この森も跡形なく流されてしまい、一面の石の河原と化したところから、石田と呼ばれるようになったといわれる。

### 沿革
- 1981年（昭和56年）3月31日 - 瀬戸市大字山口字大坂・天神・石田の各一部により、同市石田町として成立[2]。

## 世帯数と人口
2024年（令和6年）2月1日現在の世帯数と人口は以下の通りである。
| 町丁   | 世帯数  | 人口  |
| ------ | ------- | ----- |
| 石田町 | 453世帯 | 993人 |

### 人口の変遷
国勢調査による人口の推移。
| 1995年（平成7年）  | 752人   | [ 12 ] |  |
| 2000年（平成12年） | 816人   | [ 13 ] |  |
| 2005年（平成17年） | 764人   | [ 14 ] |  |
| 2010年（平成22年） | 893人   | [ 15 ] |  |
| 2015年（平成27年） | 891人   | [ 16 ] |  |
| 2020年（令和2年）  | 1,021人 | [ 17 ] |  |

### 世帯数の変遷
国勢調査による世帯数の推移。
| 1995年（平成7年）  | 240世帯 | [ 12 ] |  |
| 2000年（平成12年） | 299世帯 | [ 13 ] |  |
| 2005年（平成17年） | 290世帯 | [ 14 ] |  |
| 2010年（平成22年） | 348世帯 | [ 15 ] |  |
| 2015年（平成27年） | 335世帯 | [ 16 ] |  |
| 2020年（令和2年）  | 408世帯 | [ 17 ] |  |

## 交通

### 鉄道
愛知環状鉄道・愛知環状鉄道線 ： 町の北部を東西に走っている。最寄り駅は、山口駅・瀬戸口駅になる。
- 愛知環状鉄道線（石田町内）

### バス
名鉄バス「東山線」
- 【18】瀬戸駅前 - 菱野団地 - 愛・地球博記念公園駅 系統 ： 石田町バス停

名鉄バス「本地ヶ原線」
- 【35】名鉄バスセンター - 引山 - 四軒家 - 本地ヶ原 - 菱野団地 系統が走っているが、町内にバス停はない。最寄りのバス停は米泉町バス停になる。

瀬戸市コミュニティバス「上之山線」
- 瀬戸駅前 - 瀬戸口駅 - 山口駅 - サンヒル上之山 - 八草駅 系統 ： 石田町バス停・今林町バス停（瀬戸駅前方面乗り場）

- 石田町バス停（名鉄バス）
- 石田町バス停（コミュニティバス）
- 今林町バス停

### 道路
- 愛知県道22号瀬戸環状線[8] ： 町の北西部の石田町交差点より西に走っている。
- 愛知県道209号愛・地球博記念公園瀬戸線[8] ： 町の西部を南北に走っている。

- 愛知県道22号標識（石田町内）
- 愛知県道209号標識（石田町内）

## 施設
- 首無し地蔵（史跡） ： 天和年間（1681〜84年）の村八合といわれる大水にまつわる伝承がある[18]。
- オオツカ介護サービス瀬戸 ： 訪問介護・有償運送・介護タクシーの3つのサービス事業を行っている[19]。

- 首無し地蔵（史跡）
- オオツカ介護サービス瀬戸

## その他

### 日本郵便
- 郵便番号 : 489-0951[6]（集配局：瀬戸郵便局[20]）。